# Dhofaria macleishii
Dhofaria macleishii là một loài thực vật có hoa trong họ Capparaceae. Loài này được A.G.Mill. mô tả khoa học đầu tiên năm 1988.